# Pielgrzan madagaskarski
Pielgrzan madagaskarski (Ravenala madagascariensis) – gatunek rośliny z rodziny strelicjowatych. Pochodzi z Madagaskaru, ale sadzony bywa jako drzewo ozdobne w wielu krajach o klimacie tropikalnym. Strefy mrozoodporności: 10-11. W pochwach liściowych gromadzi się często woda deszczowa, stąd popularna w wielu językach nazwa „drzewo podróżników”. Dawniej mylnie sądzono, że pióropusz liści układa się zawsze w płaszczyźnie północ-południe, stąd inna nazwa potoczna „drzewo kompasowe”.

## Morfologia
PokrójByliny o pokroju palmy, rosnące w kępach powstających z odrośli, osiągające do 12 m wysokości. Pień o średnicy do 30 cm.
LiścieZebrane po 14–25, w jednej płaszczyźnie, w wachlarz na końcu pnia. Ogonki liści dorosłych długości 380–440 cm, zielonkawożółte, nieco owoszczone. Blaszki liści dorosłych wielkości 100×200 cm, jasnozielone.
KwiatyWyrastają po 10 w skrętkach, wspartych podsadkami, zebranych od 8 do 16 w kwiatostany złożone, wsparte dużymi podsadkami. Rośliny wypuszczają jednocześnie 4–6 kwiatostanów o wymiarach 100×100 cm. Okwiat długości 24–28 cm, żółtawy. Listki okwiatu wąsko trójkątne, z wyjątkiem jednego, który jest szpilkowaty i nieco mniejszy od pozostałych. Zalążnia dolna. Sześć pręcików długości listków okwiatu. Szyjka słupka nieco dłuższa. Zapylane są przez nietoperze i lemury poszukujące nektaru.
OwoceTrójkomorowe torebki długości 7–12 cm, o stożkowatych wierzchołkach, zebrane w luźny owocostan. Nasiona ciemnobrązowe, zasadniczo kulistawe, z niebieską osnówką.

## Zastosowanie użytkowe
Olej z nasion pielgrzanu madagaskarskiego wykorzystywany jest antyseptycznie. Owoce stosowane są w zaburzeniach odżywiania. 
Nasiona tej rośliny są jadalne. Z soku pozyskiwanego z jej pnia można pozyskiwać cukier. 